# Süderholz
Süderholz – gmina w Niemczech, w kraju związkowym Meklemburgia-Pomorze Przednie, w powiecie Vorpommern-Rügen, .

## Współpraca
- Rieseby, Szlezwik-Holsztyn
- Thumby, Szlezwik-Holsztyn[1]